# Goshogawara
Goshogawara (五所川原市?, Goshogawara-shi) è una città giapponese della prefettura di Aomori.